# فلاديسلاف بوريسوف
فلاديسلاف بوريسوف (بالروسية: Борисов, Владислав Владимирович)‏ مواليد 5 سبتمبر 1978 في نارايم-مار، روسيا، هو دراج روسي. شارك في دورة الألعاب الأولمبية الصيفية.

## روابط خارجية
- فلاديسلاف بوريسوف على موقع الاتحاد الدولي للدراجات (الإنجليزية)
- فلاديسلاف بوريسوف على موقع أرشيف الدراجات (الإنجليزية)
- فلاديسلاف بوريسوف على موقع إحصائيات الدراجات الإحترافية (الإنجليزية)
- فلاديسلاف بوريسوف على موقع نسبة الدراجات (الإنجليزية)
- فلاديسلاف بوريسوف على موقع اللجنة الأولمبية الدولية (الإنجليزية)
- فلاديسلاف بوريسوف على موقع أوليمبيديا (الإنجليزية)